# Papuagrion spinicaudum
Papuagrion spinicaudum – gatunek ważki z rodziny łątkowatych (Coenagrionidae).